# Jack Monoloy
Pistes de Gilles Vigneault
Jean-du-Sud Quand vous mourrez de vos amours
Jack Monoloy ou Jak Monnoloy est une chanson écrite et interprétée par Gilles Vigneault, sortie en 1962.

## Historique
La chanson sort sous le titre Jack Monnoloy, avec deux n, en 1962 dans l'album Gilles Vigneault. Elle sort la même année, interprétée par Pauline Julien, dans son album Enfin…. Pauline Julien interprète le titre dès 1961 pour la télévision française.
L'album de Gilles Vigneault ressort en 1967 sous le titre Jack Monnoloy. Mais dès 1966, elle est intitulée Jack Monoloy avec un seul n, dans l'album Catherine Sauvage chante Gilles Vigneault. C'est cette orthographe qui restera dans les rééditions de la chanson (dans Musicorama en 1969 et les compilations suivantes de Gilles Vigneault).
En 1969, elle est incluse dans le troisième tome d'Histoire de la littérature française du Québec de Pierre de Grandpré (Librairie Beauchemin, 1969). En 1992, son nom est donné à une rue de Québec.

## Thématique
« La ségrégation raciale est à l'origine du drame de Jack Monoloy, un Indien qui n'a pas le droit d'épouser une Blanche. »

La chanson raconte l'histoire d'un Amérindien, Jack Monoloy, qui courtise une Blanche, nommée la Mariouche. Ils se voient en cachette des parents de la jeune femme, au bord de la rivière à Mingan. La fin de leur histoire est tragique.
Le personnage de Jack Monoloy aurait été inspiré par un Irlandais nommé John Maloney, qui avait courtisé la mère de Gilles Vigneault.

## Hommages
La rue Jack-Monoloy a été nommée en l'honneur de cette chanson, en 1992, dans l'ancienne ville de Beauport, maintenant présente dans la ville de Québec.